# Centro Giovanile Virescit Boccaleone 1985-1986
Questa voce raccoglie le informazioni riguardanti il Centro Giovanile Virescit Boccaleone nelle competizioni ufficiali della stagione 1985-1986.

## Stagione
La squadra si aggiudicò la Coppa Italia di Serie C, battendo in finale lo Jesi.

## Rosa
| N. |                   | Ruolo | Calciatore          |
| -- | ----------------- | ----- | ------------------- |
|    | Italia (bandiera) | A     | Luciano Adami       |
|    | Italia (bandiera) | A     | Luciano Astolfi     |
|    | Italia (bandiera) | D     | Costanzo Barcella   |
|    | Italia (bandiera) | C     | Claudio Benaglia    |
|    | Italia (bandiera) | C     | Walter Bonacina     |
|    | Italia (bandiera) | A     | Gianluigi Brambilla |
|    | Italia (bandiera) | D     | Maurizio Carlo      |
|    | Italia (bandiera) |       | Cortesi             |
|    | Italia (bandiera) | C     | Roberto Crotti      |

| N. |                   | Ruolo | Calciatore               |
| -- | ----------------- | ----- | ------------------------ |
|    | Italia (bandiera) | C     | Alfio Filosofi           |
|    | Italia (bandiera) | D     | Daniele Fortunato        |
|    | Italia (bandiera) | C     | Giulio Marchetti         |
|    | Italia (bandiera) | D     | Camillo Milani           |
|    | Italia (bandiera) | D     | Agostino Pecorario       |
|    | Italia (bandiera) | C     | Gian Pietro Percassi     |
|    | Italia (bandiera) | P     | Gianbattista Piacentini  |
|    | Italia (bandiera) | C     | Alessandro Roccatagliata |
|    | Italia (bandiera) | A     | Osvaldo Zobbio           |

## Risultati

### Serie C1

#### Girone di andata
| 22 settembre 1985 1ª giornata | Virescit Bergamo | 2 – 1 | Padova |  |

| 29 settembre 1985 2ª giornata | Modena | 2 – 1 | Virescit Bergamo |  |

| 6 ottobre 1985 3ª giornata | Virescit Bergamo | 1 – 0 | Legnano |  |

| 13 ottobre 1985 4ª giornata | Trento | 2 – 1 | Virescit Bergamo |  |

| 20 ottobre 1985 5ª giornata | Virescit Bergamo | 0 – 0 | Parma |  |

| 27 ottobre 1985 6ª giornata | Fano | 0 – 0 | Virescit Bergamo |  |

| 3 novembre 1985 7ª giornata | Virescit Bergamo | 1 – 0 | Varese |  |

| 10 novembre 1985 8ª giornata | Sanremese | 1 – 1 | Virescit Bergamo |  |

| 17 novembre 1985 9ª giornata | Virescit Bergamo | 1 – 0 | Rimini |  |

| 24 novembre 1985 10ª giornata | Reggiana | 1 – 1 | Virescit Bergamo |  |

| 1º dicembre 1985 11ª giornata | Virescit Bergamo | 2 – 0 | Prato |  |

| 8 dicembre 1985 12ª giornata | Pavia | 1 – 1 | Virescit Bergamo |  |

| 15 dicembre 1985 13ª giornata | Virescit Bergamo | 2 – 0 | Carrarese |  |

| 22 dicembre 1985 14ª giornata | Ancona | 0 – 0 | Virescit Bergamo |  |

| 5 gennaio 1986 15ª giornata | Virescit Bergamo | 1 – 0 | SPAL |  |

| 12 gennaio 1986 16ª giornata | Virescit Bergamo | 3 – 2 | Piacenza |  |

| 19 gennaio 1986 17ª giornata | Rondinella | 2 – 0 | Virescit Bergamo |  |

#### Girone di ritorno
| 26 gennaio 1986 18ª giornata | Padova | 1 – 0 | Virescit Bergamo |  |

| 2 febbraio 1986 19ª giornata | Virescit Bergamo | 4 – 0 | Modena |  |

| 9 febbraio 1986 20ª giornata | Legnano | 1 – 0 | Virescit Bergamo |  |

| 16 febbraio 1986 21ª giornata | Virescit Bergamo | 0 – 0 | Trento |  |

| 23 febbraio 1986 22ª giornata | Parma | 1 – 0 | Virescit Bergamo |  |

| 2 marzo 1986 23ª giornata | Virescit Bergamo | 2 – 0 | Fano |  |

| 9 marzo 1986 24ª giornata | Varese | 1 – 0 | Virescit Bergamo |  |

| 23 marzo 1986 25ª giornata | Virescit Bergamo | 2 – 0 | Sanremese |  |

| 29 marzo 1986 26ª giornata | Rimini | 0 – 1 | Virescit Bergamo |  |

| 6 aprile 1986 27ª giornata | Virescit Bergamo | 1 – 0 | Reggiana |  |

| 13 aprile 1986 28ª giornata | Prato | 3 – 0 | Virescit Bergamo |  |

| 20 aprile 1986 29ª giornata | Virescit Bergamo | 3 – 0 | Pavia |  |

| 4 maggio 1986 30ª giornata | Carrarese | 1 – 0 | Virescit Bergamo |  |

| 11 maggio 1986 31ª giornata | Virescit Bergamo | 2 – 0 | Ancona |  |

| 18 maggio 1986 32ª giornata | SPAL | 1 – 4 | Virescit Bergamo |  |

| 25 maggio 1986 33ª giornata | Piacenza | 3 – 1 | Virescit Bergamo |  |

| 1º giugno 1986 34ª giornata | Virescit Bergamo | 0 – 1 | Rondinella |  |